# Herrschaft Fleckenstein
Die Herrschaft Fleckenstein bestand seit dem Hochmittelalter. Namensgebend war die Burg Fleckenstein im nördlichen Elsass.

Wappen von Fleckenstein

Fleckenstein-Dagstuhl

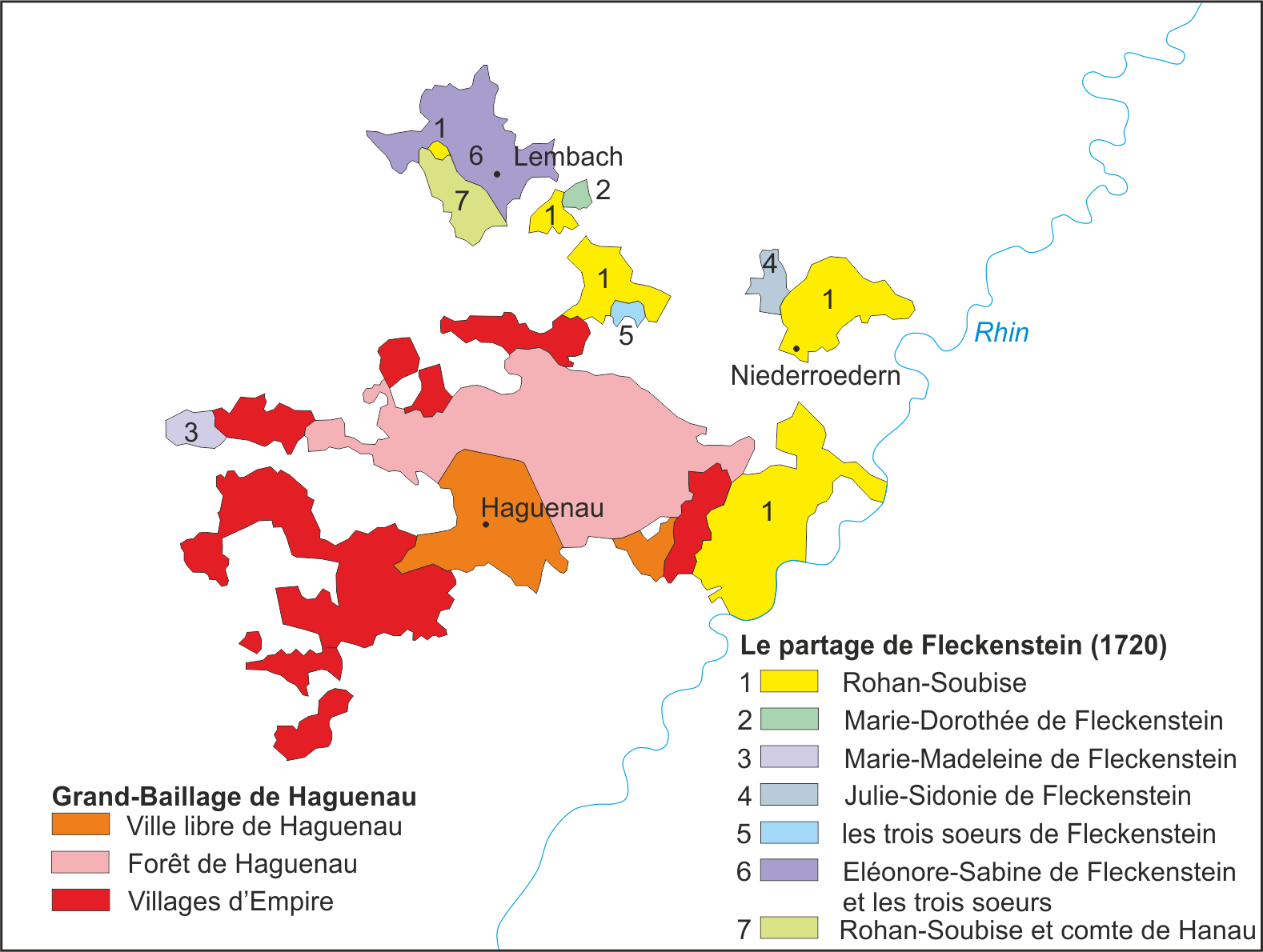
Teilung der Herrschaft Fleckenstein nach dem Aussterben in männliche Linie in 1720

## Lage
Die Herrschaft Fleckenstein lag überwiegend im Wasgau im Elsass und erstreckte sich bis zum Oberrhein, ein Gebiet, das weitgehend in heutigen Arrondissement Haguenau-Wissembourg im Département Bas-Rhin lag. Hinzu kamen einige rechtsrheinische Gebietssplitter. 

## Geschichte
Urkundlich erwähnt wird ein Mitglied der Familie derer von Fleckenstein erstmals 1129. Die Fleckensteiner erwarben eine Reihe von Lehen und Rechten im weiteren Umkreis ihrer Stammburg, aus denen sich die Herrschaft Fleckenstein bildete. Bereits im 13. Jahrhundert spaltet sich die Familie in mehrere Zweige auf, davon bestanden zeitweilig bis zu vier nebeneinander. Diese starben aber im Laufe der Frühen Neuzeit nacheinander aus.
1680 wurde die Herrschaft Fleckenstein durch Frankreich besetzt. Mit dem Tod des letzten männlichen Mitglieds der Familie von Fleckenstein, Heinrich-Jakob von Fleckenstein-Bickenbach-Sulz (1636–1720), ging die Herrschaft 1721 an das Haus Rohan-Soubise über, das seit 1712 eine Mitinvestitur besaß und 1749 die Herrschaft als Majorat organisierte. Mit der Französischen Revolution ging die Herrschaft als selbständige Verwaltungseinheit unter.

## Organisation
Die Herrschaft bestand überwiegend aus Reichslehen. Sie war in sechs Ämter eingeteilt. Zu der Herrschaft gehörten:
- Drachenbronn
- Hochweiler
- Lembach
- Niederrödern
- Niederseebach
- Sulz
- Trimbach
- Uffried
- Weitersweiler

Während der Zeiten, in denen mehrere Familienzweige existierten, wurde die Herrschaft als Gesamtbesitz der Familie betrachtet und verwaltet und nicht geteilt.

## Wappen
Das Fleckensteiner Wappen ist ein grüner Schild mit drei waagrechten silbernen Balken.